# Tornado (Computerspiel)
Tornado ist eine Düsenjäger-Flugsimulation, die von Digital Integration entwickelt und 1993 für DOS veröffentlicht wurde. 1994 erschien eine Portierung für Amiga. Im selben Jahr erschien auch eine Erweiterung Tornado: Operation Desert Storm, die als Teil von Kompilationen zusammen mit dem Hauptspiel vertrieben wurde. Am 16. September 2023 wurde das Basisspiel inklusive Erweiterung im Epic Games Store und am 17. September 2023 bei Steam mit vorkonfigurierter DOSBox digital wiederveröffentlicht.

## Spielprinzip
Simuliert wird der Panavia Tornado mit den Ausstattungsmerkmalen IDS (Interdiction/Strike) für Luft-Boden-Angriffe und der ADV (Air Defense Variant) für die Luftverteidigung. Der Spieler übernimmt sowohl die Rolle des Piloten als auch des Hintermanns und kann zwischen den Sitzen wechseln. Spielerisch unterschieden wird zwischen den Modi Training, Combat, und Simulator. Im Training stehen 10 Trainingsmissionen zur Verfügung. Combat unterteilt sich in eine Kampagne mit 30 Missionen und festgelegten Flugplänen sowie neun Commands in denen der Spiele den Flugplan festlegt. In den sechs Kampagnen ist der Spieler der Einsatzleiter und legt auch die Ziele fest. Die Kampfgebiete sind fiktiv, ohne geografische Namen. Es tritt ein blaues Team mit Waffen der NATO gegen ein orangefarbenes Team mit Ausrüstung des Warschauer Paktes gegeneinander an. Ein besonderes Augenmerk wurde auf die elektronisch gestützten Möglichkeiten zum Tiefflug des Tornados gelegt.

## Entwicklung
Das Spiel wurde in Zusammenarbeit mit British Aerospace und der Royal Air Force entwickelt. Zur Darstellung wurde Vektorgrafik verwendet. Für den Flugplan nutzt es den HiRes VGA-Anzeigemodus von 640 × 480 Bildpunkten bei 16 Farben.

## Rezeption
Boris Schneider bewertete den Missionsplaner positiv. Er sei detailreich und sehr gut bedienbar. Offensichtliche Programmfehler bei der Kollisionsabfrage wurden hingegen dem angepriesenen Realismus entgegenstehen. Sein Kollege Thomas Werner hob die detaillierte Darstellung am Boden hervor und merkte an, dass der Verzicht auf moderne Grafik weniger CPU-Leistung benötige als Mitbewerber. Power Play verglich die Simulation mit einer Modelleisenbahnplatte. Es handele sich um eine anspruchsvolle Simulation mit viel Umfang, die strategische Herangehensweisen benötige und einen gehobenen Schwierigkeitsgrad besäße. Die Zweispieler-Option wurde lobend hervorgehoben.
Thomas Borovskis von PC Games testete die CD-ROM im Hinblick auf Änderungen gegenüber der Diskettenversion und machte abseits von Soundtrack und Fehlerkorrekturen keine Neuerungen aus.
Für die Portierung auf den Amiga mussten grafische Abstriche gemacht werden. Dennoch böte es einen technisch zeitgemäßen Flugsimulator, der auf der Amiga-Plattform eine Besonderheit darstelle.